# Гришин Борис Дмитрович
Гришин Борис Дмитрович (4 січня 1938) — радянський ватерполіст.
Срібний призер Олімпійських Ігор 1968 року, бронзовий призер 1964 року.